# Nicole Duclos
Nicole Duclos (* 15. August 1947 als Nicole Salavert) ist eine ehemalige französische Leichtathletin, die in den Jahren um 1970 als Läuferin über 400 Meter erfolgreich war. Sie startete für den CA Brive und wurde trainiert von Maurice Chaumeil.
Sie ist 1,67 m groß und hatte ein Wettkampfgewicht von 55 kg. 

## Leben
Zwischen 1966 und 1974 wurde Nicole Duclos 23-mal in die französische Nationalmannschaft berufen.
Sie begann ihre sportliche Laufbahn als 800-Meter-Läuferin. Über diese Strecke wurde sie 1964 französische Juniorenmeisterin und lief ein Jahr später Juniorenrekord.
Sie wurde zweimal (1969 und 1972) französische Meisterin über 400 Meter. 1969 wurde sie von der Sportzeitung L’Équipe zu Frankreichs Sportlerin des Jahres („Champion des champions“) gewählt.
Sie nahm an den Olympischen Spielen 1972 in München teil und kam bis ins Halbfinale.

## Weltrekorde
Ihr erfolgreichstes Jahr war das Jahr 1969, als sie sich gleich dreimal in die Weltrekordlisten eintragen durfte.
- Bei den Europameisterschaften 1969 in Athen gewann sie die Goldmedaille über 400 Meter in der Weltrekordzeit von 51,72 s knapp vor ihrer Landsfrau Colette Besson, die zwei Hundertstelsekunden langsamer war. Da damals noch handgestoppte Rekorde anerkannt wurden, galten sie und Colette Besson gemeinsam als Weltrekordlerinnen mit 51,7 s.
- Am 6. Juli 1969 lief sie in Paris als Mitglied der französischen 4-mal-400-Meter-Staffel Weltrekord in 3:34,2 min.
- Bei den Europameisterschaften in Athen ging dieser Weltrekord zunächst an das deutsche Quartett verloren, das ihn am 19. September im Vorlauf auf 3:33,9 min verbesserte. Er konnte jedoch bereits am darauffolgenden Tag zurückgewonnen werden. Zwar wurde die französische Staffel mit Nicole Duclos als zweiter Läuferin in 3:30,85 min von den Britinnen um drei Hundertstelsekunden geschlagen, aber beide Zeiten wurden mit handgestoppten 3:30,8 min als Weltrekord notiert.